# Euromed (train)
Pour les articles homonymes, voir Euromed.

Logo d'Euromed.

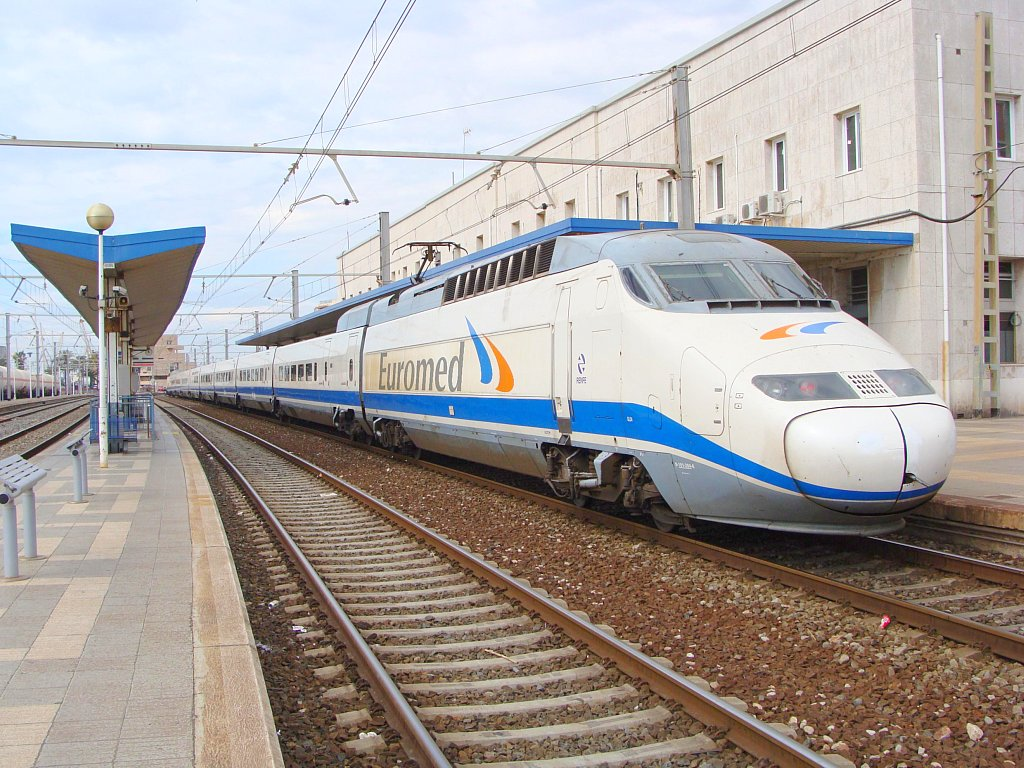
RENFE-Baureihe 101

Euromed est un service de trains rapides assuré par des rames à grande vitesse de la Renfe, circulant initialement à la vitesse maximale de 200 km/h sur la ligne classique aménagée Barcelone – Valence – Alicante,. Cette ligne longe la côte Est de l'Espagne.
De juin 1997 à octobre 2009, ce service était assuré par des rames S-101 (dérivées du S-100). Depuis, ce sont des S-130 qui assurent le service.
À partir du 13 janvier 2020, les trains Euromed relient Barcelone à Valence en 2 h 35 min, tout en effectuant la liaison Figueras-Vilafant – Gérone – Barcelone-Sants – Camp de Tarragone – Castellón de la Plana (es) – Valence-Joaquín-Sorolla – Alicante-Terminal (es). Ils utilisent ainsi le réseau de lignes à grande vitesse, et roulent à une vitesse maximale de 250 km/h.